# Cyrus de Jongere
Cyrus de Jongere (Perzisch: کوروش کوچک, Oud-Perzisch: 𐎤𐎢𐎽𐎢𐏁, Grieks: Κῦρος) of Cyrus III was de jongste zoon van Darius II, en de broer van Artaxerxes II, sjah van Perzië. Toen Cyrus bij zijn stervende vader werd geroepen, was hij vergezeld door zijn vriend Tissaphernes. Na Darius' dood liet Tissaphernes Cyrus vallen, en vertelde aan de nieuwe koning Artaxerxes dat Cyrus hem wilde vermoorden. Artaxerxes geloofde dit, en liet Cyrus opsluiten, om hem later te executeren. Maar hun moeder, Parysatis, smeekte hem af, en uiteindelijk kon Cyrus als een vrij man naar zijn satrapie (soort van provincie waarover hij heerste) terugkeren.
Hij vergat echter nooit hoe hij door zijn broer vernederd was. In het geheim rekruteerde hij Griekse huurlingen, en wanneer de inspecteurs van de sjah kwamen, kocht hij hen om met mooie geschenken.
Toen hij dacht dat hij machtig genoeg was, trok hij met tienduizend Griekse huursoldaten op tegen zijn broer, onder het voorwendsel dat hij wilde bergstammen ging onderdrukken. Maar na een tijdje beseften ze dat ze tegen de koning optrokken, en ze weigerden verder te gaan. Gelukkig was er Clearchus, een Griekse aanvoerder, die hen overhaalde verder te gaan.
Uiteindelijk kwam het tot een treffen tussen de legers van Cyrus en die van Artaxerxes te Cunaxa in 401 v Chr. Daar sneuvelde Cyrus, nadat hij zelf een charge had geleid tegen de Perzische troepen, omdat die dreigden zijn Griekse huurlingen te omsingelen. Nadat hij zijn broer had weten te verwonden, werd hij zelf met een speer onder zijn oog getroffen. Hiervan geeft de Anabasis van Xenophon, die ooggetuige van de slag was, een relaas.